# Nar bağı
Nar bağı é um filme de drama azeri de 2017 dirigido e escrito por Ilgar Najaf. Foi selecionado como representante de seu país ao Oscar de melhor filme estrangeiro em 2018.

## Elenco
- Hasan Agayev - Jalal
- Samimi Farhad - Gabil
- Ilaha Hasanova - Sara
- Gurban Ismailov - Shamil